# 레일라 페르난데스
레일라 애니 페르난데스(영어: Leylah Annie Fernandez 퍼낸데즈[*], 2002년 9월 6일 ~ )는 캐나다의 테니스 선수이다.
2019년 프로 전향을 거쳐, 2021년 US 오픈 테니스에서 여자 단식 준우승을 차지하였다.